# 9A busz (Salgótarján)
A salgótarjáni 9A busz a Helyi Autóbusz-állomás és  Nagykeresztúr, autóbusz-váróterem között közlekedett. Az útvonalán szóló buszok közlekedtek. A járat az alacsony kihasználtság miatt megszűnt.